# L.U.C.
L.U.C., właśc. Łukasz Rostkowski (ur. 16 października 1981) – polski producent muzyczny, raper, wokalista, kompozytor, autor tekstów oraz reżyser wideoklipów, koncertów i widowisk.
Jego płyty, spektakle i projekty realizowane z takimi instytucjami jak Muzeum Powstania Warszawskiego, Universal Hip-Hop Museum New York czy New Orleans Jazz Museum kreują nową formę multimedialnych lekcji historycznych dla wielu pokoleń, łącząc sztukę z edukacją, muzykę z komiksem i animacjami. Twórca edukacyjnych projektów społecznych, takich jak m.in. promujące kulturę języka Rymoliryktando czy skupiające się na estetyce przestrzeni publicznej Pospolite Ruszenie.
Autor wielu konceptualnych albumów i projektów. Za nowatorskie łączenie dziedzin i gatunków otrzymał w 2010 Paszport „Polityki”. Komponował i nagrywał z wieloma instrumentalistami i wokalistami, m.in. z Urszulą Dudziak, Michałem Urbaniakiem, Zbigniewem Namysłowskim, Leszkiem Możdżerem, Pokahontaz, Kalibrem 44, Rahimem, Fokusem, Marią Peszek, Krystyną Prońko, Grubsonem, Peją, Abradabem, Promoe, Andrzejem Smolikiem, Motion Trio, Rapsusklei i Mum. Na żywo supportował m.in. Trickiego, The Prodigy Taliba Kweli, Coldcuta, Massive Attack i wielu innych światowej klasy artystów a także w ramach promowanej idei „Podaj Dalej” z wieloma młodymi producentami, którym pomagał zadebiutować – Ńemy, Pmx.
Założyciel, frontman i współproducent projektu muzycznego Kanał Audytywny. Członek Akademii Fonograficznej ZPAV. W 2004 stworzył prywatną filozofię czterech galaktyk sztuki, która zakłada traktowanie muzyki, filmu, grafiki i słowa jako jednego sumarycznego przekazu. W 2015 z Janem Featem założył międzynarodowy big band Rebel Babel Film Orchestra pod patronatem Europejskiej Stolicy Kultury Wrocław 2016. W 2023 stworzył muzykę do filmu Chłopi, przy którym pracował z Dorotą Kobielą i Hugh Welchmanem.
Z wykształcenia magister nauk prawnych, absolwent Wydziału Prawa, Administracji i Ekonomii Uniwersytetu Wrocławskiego.
W 2011 został sklasyfikowany na 23. miejscu listy 30 najlepszych polskich raperów według magazynu Machina. Nagrodzony m.in. Mateuszem Trójki, Wrocławską Nagrodą Muzyczną, nagrodą Ale Sztuka, Ślizgerem, Brylantami Dolnośląskimi i dwukrotnie Yachem.

## Kariera muzyczna
W 2003 z Bartłomiejem „Spaso” Spasowskim utworzył zespół pod nazwą Kanał Audytywny. Rok później, 2 maja we wrocławskim klubie Metropolis odbył się pierwszy koncert zespołu. Tego samego roku ukazał się także pierwszy nielegal zespołu pt. Spasoasekuracja.
W 2004 nakładem MTJ wydał z zespołem album pt. Płyta skirtotymiczna. 27 października 2005 nakładem 2.47 Records ukazał się trzeci album zespołu pt. Neurofotoreceptoreplotyka jako magia bytu. Materiał uzyskał nominację do nagrody polskiego przemysłu fonograficznego „Fryderyka” 2005 w kategorii album roku hip-hop/R&B. Wkrótce później zespół zawiesił działalność w związku z decyzją o podjęciu solowej działalności artystycznej przez Rostkowskiego.
19 czerwca 2006 wydał debiutancki solowy album pt. Haelucenogenoklektyzm. Przypowieść o zagubieniu w czasoprzestrzeni, w którego nagraniu gościnnie wziął udział m.in. pianista Leszek Możdżer. 19 października 2007 wydany album pt. Homoxymoronomatura, na który nagrał w duecie z Sebastianem „Rahimem” Salbertem.
17 listopada 2008 wydał multimedialny album pt. Planet L.U.C, w którym połączył cztery dziedziny sztuki: muzykę, film, literaturę i grafikę. Albumowi muzycznemu towarzyszyły: film stworzony przez Piotra Bartosa, ukazujący świat widziany oczami L.U.C.-a, oraz książeczka pt. Porymuj mi Lucu stylizowana na serię Poczytaj mi, mamo. Także w 2008 wydał koncertowy album DVD pt. Homoxymoronomatura Live, który zrealizował z Rahimem.

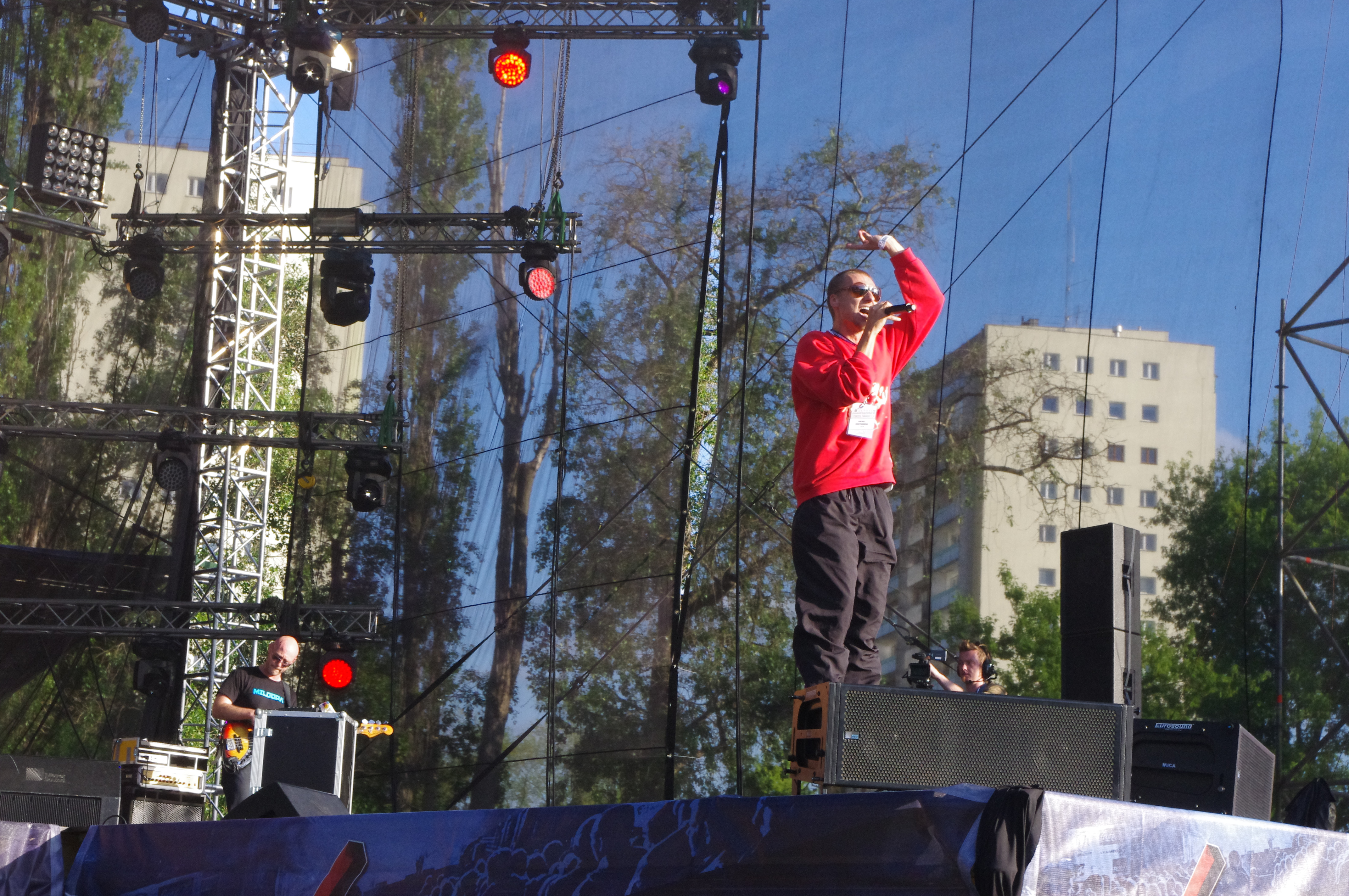
L.U.C. podczas koncertu na Juwenaliach Politechniki Warszawskiej (2012)

17 września 2009 w dzień 70. rocznicy wkroczenia wojsk radzieckich na terytorium Polski wydał album pt. 39/89 – Zrozumieć Polskę, który zrealizował z Dawidem Szczęsny. Płyta, nagrana w formie słuchowiska, stanowiła prezentację nieodległej historii Polski, a muzyka umieszczona na albumie łączyła w sobie elementy muzyki filmowej, kameralnej, jazzowej, konkretnej i elektronicznej, która stanowiła m.in. tło dla głosów Józefa Becka, Adolfa Hitlera, Stefana Starzyńskiego, Jana Pawła II i Lecha Wałęsy. W lipcu 2010 album został nominowany do nagrody Superjedynki w kategorii płyta hip hop.
W maju 2010 ukazał się w limitowanej edycji dwupłytowy album Planet LUC – Energocyrkulacje, na którym znalazły się remixy utworów z Planet L.U.C w wykonaniu młodych muzyków (m.in. Spaso, White House). Wydanie albumu było częścią inicjatywy Rostkowskiego pt. Podaj dalej. 22 października tego samego roku wydał album pt. PyyKyCyKyTyPff. Wszystkie utwory zostały zrealizowane bez zastosowania instrumentów muzycznych, a zastąpił je modulowany głos rapera. W ramach promocji do utworu „Kto jest ostatni?” został zrealizowany teledysk, który wyreżyserował L.U.C. Gościnnie w kompozycji wystąpił raper Abradab.
19 maja 2011 wydał drugi album z cyklu Zrozumieć Polskę – Warsaw WAR/SAW. Zrozumieć Polskę, wydany w formie słuchowiska i zrealizowany we współpracy z Muzeum Powstania Warszawskiego. W tym samym roku, w ramach happeningu na wrocławskim Gaju, stworzył ruch „Pospolite ruszenie”, który miał na celu inicjację dialogu na temat estetyki przestrzeni publicznej. Zorganizował także Dzień Słowa „Rymoliryktando” – festiwal promujący wartości języka i dotrzymywania danego słowa. 22 października tego samego roku wydał album pt. Kosmostumostów, opowiadający jedną historię poprzez komiks, album muzyczny, murale miejskie i koncerty, a także spektakle. Tematem albumu jest biografia L.U.C.-a na tle jego życia we Wrocławiu.
W 2015 z Janem Feat’em założył pod patronatem Europejskiej Stolicy Kultury Wrocław 2016 – Rebel Babel Ensemble – transkulturowy, międzynarodowy big-band, który ma swoje oddziały m.in. w Polsce, Czechach, Szwecji, Portugalii, Hiszpanii, Niemczech oraz na Słowacji, a jego studenci i amatorzy z różnych krajów mają okazję wymieniać energię i koncertować z zawodowcami, takimi jak  m.in. Grubson, Kayah, Kaliber 44, Czesław Mozil, Mela Koteluk, Promoe i Rapsusklei.

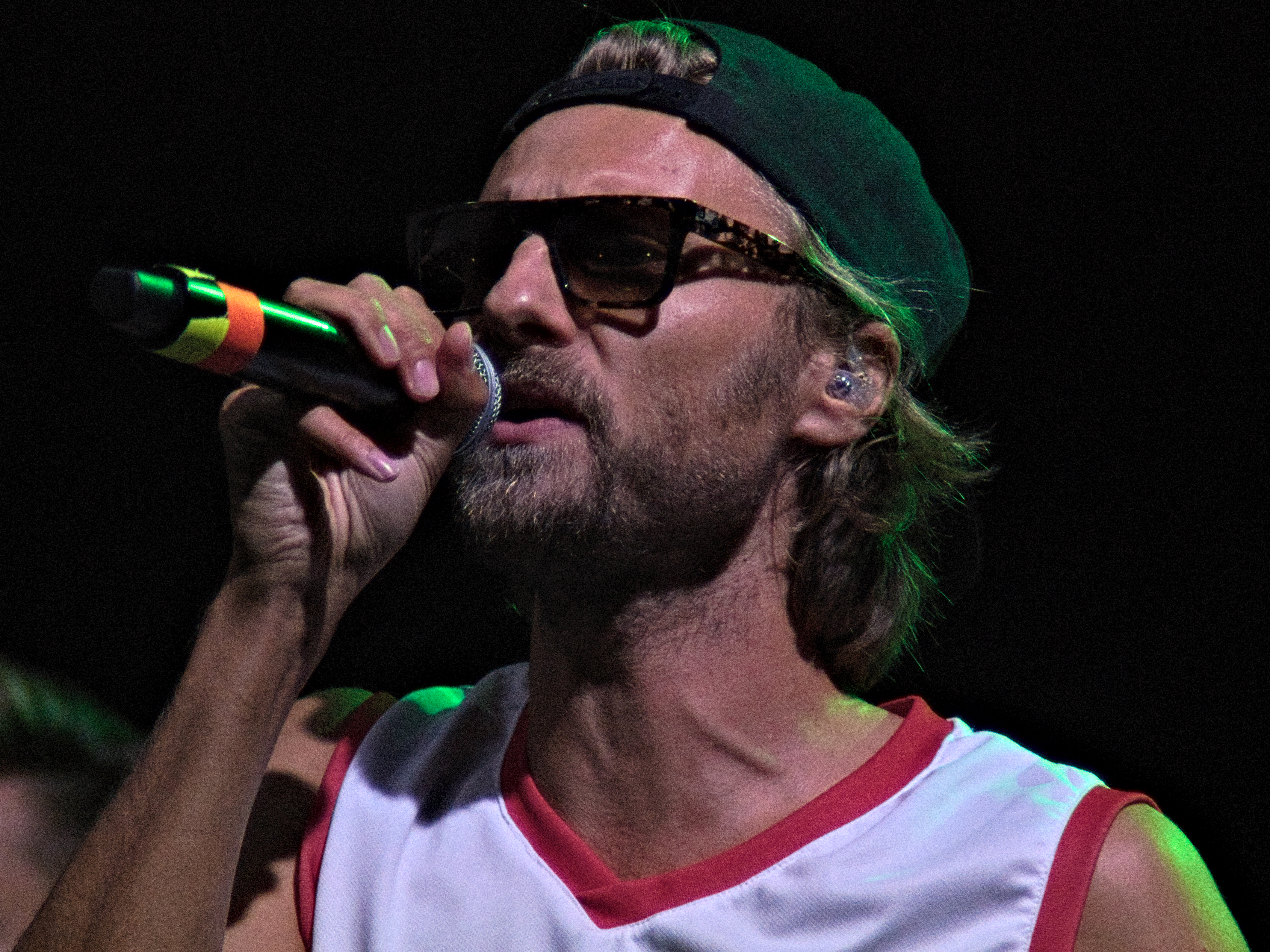
L.U.C. podczas koncertu z Rebel Babel Ensemble w Bytomiu (2019)

W 2018 wydał album pt. GOOD L.U.C.K z udziałem artystów, takich jak m.in. Sarsa, Bovska, Robert Cichy, Katarzyna Figura, Wojciech Mecwaldowski, Tomasz Kot, Arkadiusz Jakubik i Karolina Czarnecka.

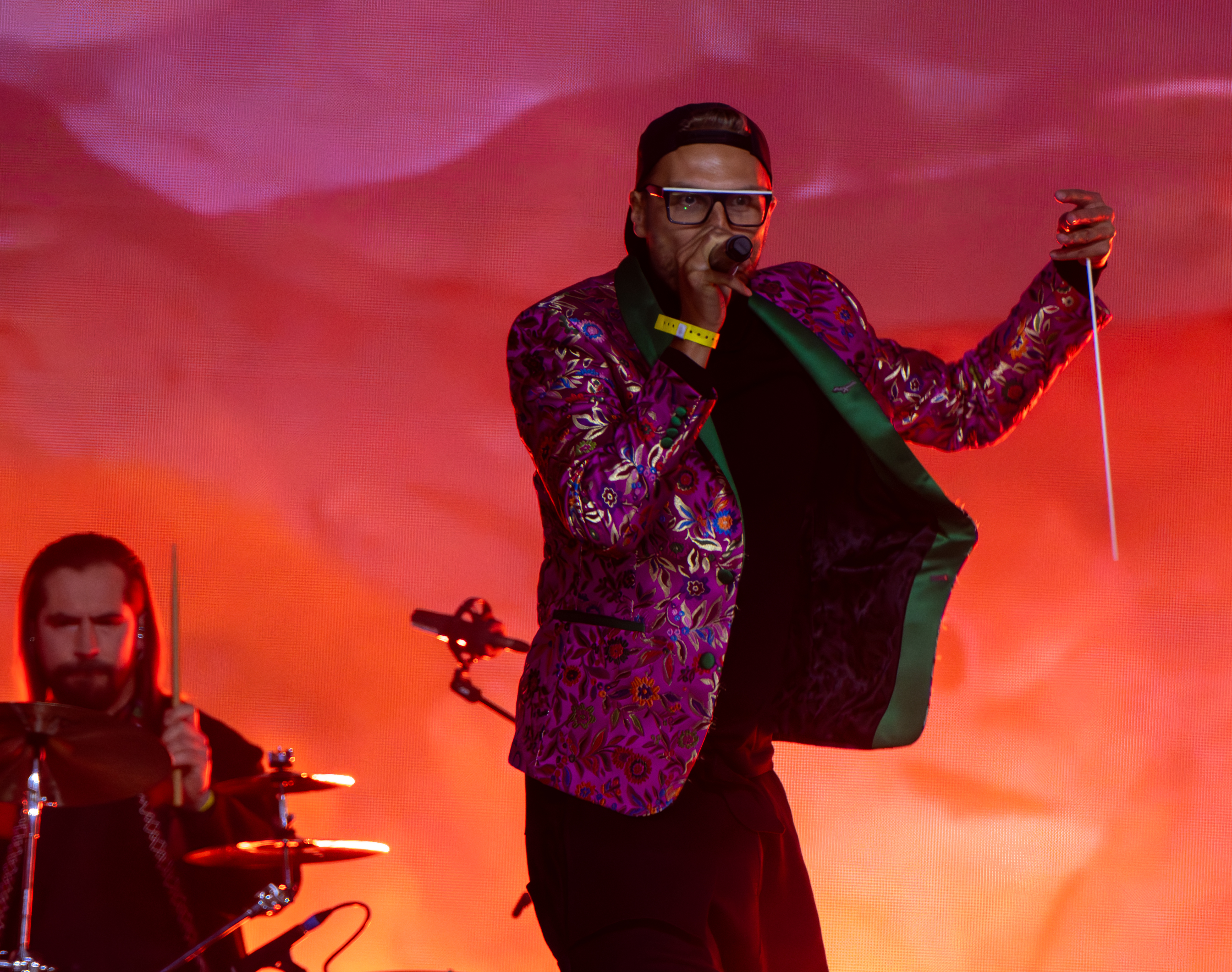
L.U.C. podczas gali Fryderyków 2024

W 2023 stworzył muzykę do ekranizacji powieści Chłopi Władysława Reymonta; nad ścieżką dźwiękową do produkcji pracował z Dorotą Kobielak i Hugh Welchmanem. Promujący film utwór „Jesień – tańcuj” stał się przebojem w Polsce i zajął trzecie miejsce w wewnętrznych eliminacjach wyłaniających reprezentanta Polski w 68. Konkursie Piosenki Eurowizji.
W 2025 roku stworzył nową oprawę dźwiękową dla Programu I Polskiego Radia, z okazji przypadającej rocznicy 100 lat istnienia Polskiego Radia. 3 lipca 2025 roku na antenie zaprezentowano nowe dżingle identyfikacyjne oraz oprawy serwisów. Na wrzesień 2025 roku planowana jest premiera pozostałych elementów nowej oprawy.

## Dyskografia
Albumy solowe
| 2006                        | Haelucenogenoklektyzm. Przypowieść o zagubieniu w czasoprzestrzeni - Data: 19 czerwca 2006 - Wydawca: Kayax | –  |
| 2008                        | Planet L.U.C - Data: 17 listopada 2008 - Wydawca: Antyforma                                                 | –  |
| 2009                        | 39/89 – Zrozumieć Polskę - Data: 17 września 2009 - Wydawca: L.U.C./EMI Music Poland                        | 9  |
| 2010                        | Planet L.U.C – Energocyrkulacje - Data: 11 maja 2010 - Wydawca: EMI Music Poland                            | 17 |
| 2010                        | PyyKyCyKyTyPff - Data: 22 października 2010 - Wydawca: L.U.C./EMI Music Poland                              | 28 |
| 2011                        | Warsaw WAR/SAW. Zrozumieć Polskę - Data: 19 maja 2011 - Wydawca: MPW/EMI Music Poland                       | –  |
| 2011                        | Kosmostumostów - Data: 22 października 2011 - Wydawca: Fama/EMI Music Poland                                | 30 |
| 2013                        | Sleepoholic - Data: 14 października 2013 - Wydawca: L.U.C./Parlophone Music Poland                          | –  |
| 2014                        | Przekrój - Data: 3 czerwca 2014 - Wydawca: L.U.C./Warner Music Poland                                       | –  |
| 2014                        | Reflekcje o miłości apdejtowanej selfie - Data: 10 listopada 2014 - Wydawca: L.U.C./Warner Music Poland     | 32 |
| 2018                        | Good L.U.C.K. - Data: 16 marca 2018 - Wydawca: Agora                                                        | 13 |
| „–” album nie był notowany. | |    |

Współpraca
| 2007                        | Homoxymoronomatura (oraz Rahim) - Data: 19 października 2007 - Wydawca: Kayax/EMI Music Poland               | –  |                |                            |
| 2008                        | Homoxymoronomatura Live (oraz Rahim) - Data: 28 marca 2008 - Wydawca: Kayax/Rockers Publishing               | –  |                |                            |
| 2013                        | Nic się nie stało (oraz Motion Trio) - Data: 17 kwietnia 2013 - Wydawca: L.U.C./Motion Trio/EMI Music Poland | 25 |                |                            |
| 2013                        | City of Harmony (oraz Motion Trio) - Data: 25 maja 2013 - Wydawca: L.U.C./Motion Trio/EMI Music Poland       | –  |                |                            |
| 2016                        | Dialog I (oraz Rebel Babel) - Data: 7 października 2016 - Wydawca: Agora                                     | 27 |                |                            |
| 2023                        | Chłopi (oraz Rebel Babel) - Data: 3 listopada 2023 - Wydawca: Agora                                          | 3  | - POL: 30 000+ | - ZPAV: 2× platynowa płyta |
| „–” album nie był notowany. | |    |                |                            |

Notowane utwory
| Rok  | Tytuł                                                                                                | Pozycja na liście | Pozycja na liście | Certyfikat                 | Album                                   |
| Rok  | Tytuł                                                                                                | LP3               | RMF               | Certyfikat                 | Album                                   |
| ---- | --- | ----------------- | ----------------- | -------------------------- | --------------------------------------- |
| 2014 | „W związku z tym” (gośc. K2, Mesajah, Krystyna Prońko)                                               | 30                | 20                |                            | Reflekcje o miłości apdejtowanej selfie |
| 2023 | „Jesień – tańcuj” (oraz RB Film Orchestra; gośc. Kayah, Dagadana, Laboratorium Pieśni, Tęgie Chłopy) | X                 | –                 | - ZPAV: 2× platynowa płyta | Chłopi                                  |

Występy gościnne
| Rok  | Utwór | Album            | Źródło |
| ---- | --- | ---------------- | ------ |
| 2009 | „Znów to szuranie” – Julian Tuwim (White House; gośc. L.U.C.) „Poza rzeczywistością/zużyte wszystko” – Stanisław Ignacy Witkiewicz (White House; gośc. L.U.C.) | Poeci            | [ 40 ] |
| 2010 | „Minęliśmy się” (Vienio; gośc. Mystic Xperienz, L.U.C.) | Etos 2010        | [ 41 ] |
| 2014 | „Posse Cut” (White House; gośc. Antone, Blasq, Człowień, Dżejpa, Esee, Fonope, Freon, Haju, L.U.C. i inni)                                                     | Kodex 5 Elements | [ 42 ] |
| 2014 | „Demakijaż” (Karolina Czarnecka; gośc. L.U.C.) | Córka (EP)       | [ 43 ] |
| 2014 | „O karuzeli życia” (Krzysztof Pełech; gośc. L.U.C.) | Not Alone        | [ 44 ] |

## Teledyski
| Rok  | Tytuł                                                           | Reżyseria/Realizacja                                               | Album                                   | Źródło |
| ---- | --------------------------------------------------------------- | ------------------------------------------------------------------ | --------------------------------------- | ------ |
| 2006 | „Porwano ludzi z miasta stumostów” (gośc. Andrzej Smolik)       |                                                                    | Haelucenogenoklektyzm                   | [ 45 ] |
| 2006 | „Pomiędzy wszystkim” (gośc. Spaso)                              | Krzysztof Gawalkiewicz, Łukasz „L.U.C.” Rostkowski                 | Haelucenogenoklektyzm                   | [ 46 ] |
| 2006 | „Nuda” (gośc. Kejb)                                             | Martynka Spryszynska, Łukasz „L.U.C.” Rostkowski                   | Haelucenogenoklektyzm                   | [ 47 ] |
| 2006 | „Pukagastrofazy godzina” (gośc. Leszek Możdżer, Igor Pudło)     | Łukasz „L.U.C.” Rostkowski, Moustash Film, Kayax, Wojtek Zieliński | Haelucenogenoklektyzm                   | [ 48 ] |
| 2006 | „Stan haelucynogenny” (gośc. Ńemy)                              |                                                                    | Haelucenogenoklektyzm                   | [ 49 ] |
| 2006 | „Wyprałem w pralce własny mózg” (gośc. Dawid Szczęsny)          |                                                                    | Haelucenogenoklektyzm                   | [ 50 ] |
| 2007 | „Hemoglobina” (oraz Rahim; gośc. Maria Peszek, pMx)             |                                                                    | Homoxymoronomatura                      | [ 51 ] |
| 2007 | „Nibyminipocieszne psychomaterionety” (oraz Rahim)              | Łukasz „L.U.C.” Rostkowski, Grupa 13                               | Homoxymoronomatura                      | [ 52 ] |
| 2008 | „Remont” (gośc. Ńemy, Kanał Audytywny)                          |                                                                    | Planet L.U.C                            | [ 53 ] |
| 2008 | „Posiadam wszystko”                                             |                                                                    | Pukagastrofazy godzina (singel)         | [ 54 ] |
| 2008 | „Co z tą Polską” (gośc. Fokus, Rahim)                           | Piotr Bartos, Łukasz „L.U.C.” Rostkowski                           | Planet L.U.C                            | [ 55 ] |
| 2008 | „Kiedy nie będzie lekko”                                        | Łukasz „L.U.C.” Rostkowski, Piotr Bartos                           | Planet L.U.C                            | [ 56 ] |
| 2008 | „Półobrót Czaka”                                                |                                                                    | Planet L.U.C                            | [ 57 ] |
| 2008 | „O Witu”                                                        |                                                                    | Planet L.U.C                            | [ 58 ] |
| 2008 | „O karuzeli życia” (gośc. Ńemy, Zgas)                           | Piotr Bartos, Łukasz „L.U.C.” Rostkowski                           | Planet L.U.C                            | [ 59 ] |
| 2008 | „Happy End”                                                     | Piotr Bartos, Łukasz „L.U.C” Rostkowski                            | Planet L.U.C                            | [ 60 ] |
| 2009 | „O energocyrkulacji i szczęściu”                                | Michał Dziekan                                                     | Planet L.U.C                            | [ 61 ] |
| 2010 | „Tribute to Stefan Starzyński”                                  | Michał Dziekan                                                     | 39/89 – Zrozumieć Polskę                | [ 62 ] |
| 2010 | „Kto jest ostatni?” (gośc. Abradab)                             | Łukasz „L.U.C.” Rostkowski                                         | PyyKyCyKyTyPff                          | [ 63 ] |
| 2010 | „Jak dziadek w kiosku całe życie w Ruchu”                       | Łukasz „L.U.C.” Rostkowski, Endorfina Artmedia                     | PyyKyCyKyTyPff                          | [ 64 ] |
| 2010 | „7. Przebudzenie (Narodowa schizofrenia)”                       | Łukasz „L.U.C.” Rostkowski, Endorfina Artmedia                     | PyyKyCyKyTyPff                          | [ 65 ] |
| 2010 | „Loopedoom!”                                                    | Łukasz „L.U.C.” Rostkowski                                         | PyyKyCyKyTyPff                          | [ 66 ] |
| 2011 | „Pospolite ruszenie” (gośc. Sokół)                              | Łukasz „L.U.C.” Rostkowski, Endorfina Artmedia                     | Kosmostumostów                          | [ 67 ] |
| 2011 | „Kosmostumostów” (gośc. Trzeci Wymiar)                          | Łukasz „L.U.C.” Rostkowski, Tomasz Dyrduła                         | Kosmostumostów                          | [ 68 ] |
| 2012 | „Kurtynomatura w górę”                                          | Łukasz „L.U.C.” Rostkowski                                         | Kosmostumostów                          | [ 69 ] |
| 2013 | „Iluzji łąka” (oraz Motion Trio; gośc. Ania Rusowicz)           | Mateusz Głowacki                                                   | Nic się nie stało                       | [ 70 ] |
| 2013 | „Oda do młodości” (oraz Motion Trio; gośc. Buka)                | Te Chwile                                                          | Nic się nie stało                       | [ 71 ] |
| 2013 | „Bozon Higgsa”                                                  | Łukasz „L.U.C.” Rostkowski                                         |                                         | [ 72 ] |
| 2014 | „Dziękuję” (gośc. Rahim, Buka, Vienio, Mesajah, Czesław Śpiewa) | Łukasz „L.U.C.” Rostkowski, Kuba Annusewicz                        | Przekrój                                | [ 73 ] |
| 2014 | „Baśń o rozstaniu” (gośc. Buka)                                 | Łukasz „L.U.C.” Rostkowski                                         | Reflekcje o miłości apdejtowanej selfie | [ 74 ] |
| 2014 | „W związku z tym” (gośc. K2, Mesajah)                           | Łukasz „L.U.C.” Rostkowski, Kuba Annusewicz                        | Reflekcje o miłości apdejtowanej selfie | [ 75 ] |
| 2014 | „#Hot16Challenge”                                               |                                                                    |                                         | [ 76 ] |
| 2015 | „Jak słowo daję”                                                | Jan Feat., Piotr Bartos, Łukasz „L.U.C.” Rostkowski                | Dialog I                                |        |
| 2016 | „Bike Band”                                                     | Jan Eleński                                                        | Dialog I                                |        |
| 2016 | „Lingon Lingon”                                                 |                                                                    | Dialog I                                |        |
| 2016 | „Manifest”                                                      |                                                                    | Dialog I                                |        |
| 2017 | „Dialog”                                                        | Łukasz „L.U.C.” Rostkowski                                         | Dialog I                                |        |
| 2017 | „Tinderelations”                                                | Łukasz „L.U.C.” Rostkowski                                         | Dialog I                                |        |
| 2017 | „Pożar w burdelu mego życia” (gośc. MC Silk)                    | Teo Dumski, Łukasz „L.U.C.” Rostkowski                             | Reflekcje o miłości apdejtowanej selfie |        |

## Nagrody i wyróżnienia
| Rok  | Kategoria                                                        | Nagroda                                         | Uwagi     | Źródło |
| ---- | ---------------------------------------------------------------- | ----------------------------------------------- | --------- | ------ |
| 2005 | Album Roku HIP-HOP / R & B (Neurofotoreceptoreplotyka)           | Fryderyk                                        | Nominacja | [ 77 ] |
| 2007 | Kreacja aktorska („Pukagastrofazy godzina”)                      | Yach Film                                       | Laur      | [ 78 ] |
| 2009 | Album Roku HIP-HOP / R & B (L.U.C. & Rahim – Homoxyromonomatura) | Fryderyk                                        | Nominacja | [ 79 ] |
| 2009 | Muzyka                                                           | Nagroda Gazety Wyborczej „wARTo”                | Nominacja | [ 80 ] |
| 2009 | Muzyka                                                           | Paszport „Polityki” 2008                        | Nominacja | [ 81 ] |
| 2009 | Muzyka                                                           | Wrocławska Nagroda Muzyczna                     | Laur      | [ 82 ] |
| 2010 | Muzyka (39/89 – Zrozumieć Polskę)                                | Paszport Polityki 2009                          | Laur      | [ 83 ] |
| 2010 | –                                                                | Nagroda Lubuskich Mediów – Ale Sztuka!          | Laur      | [ 84 ] |
| 2010 | Płyta hip-hop (39/89 – Zrozumieć Polskę)                         | Superjedynki                                    | Nominacja | [ 11 ] |
| 2010 | Muzyka rozrywkowa – wydarzenie (L.U.C.)                          | Nagroda Muzyczna Programu Trzeciego – „Mateusz” | Nominacja | [ 85 ] |
| 2013 | Muzyka rozrywkowa – wydarzenie (L.U.C., Motion Trio)             | Nagroda Muzyczna Programu Trzeciego – „Mateusz” | Laur      | [ 86 ] |

## Filmografia
| Rok  | Tytuł           | Rola        | Uwagi                                                        | Źródło |
| ---- | --------------- | ----------- | ------------------------------------------------------------ | ------ |
| 2015 | „Mów co chcesz” | jako on sam | film dokumentalny, reżyseria: Małgorzata Maszkiewicz         | [ 87 ] |
| 2016 | „Tacy jak my”   | jako on sam | film dokumentalny, reżyseria: Piotr Mularuk, Maria Siniarska | [ 88 ] |